# Karl Mehnert (General)

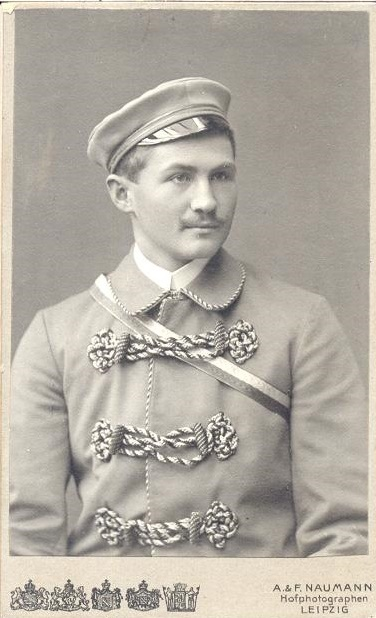
Karl Mehnert als Lausitzerfuchs (1906)

Karl  Leopold Johannes Mehnert (* 2. Oktober 1883 in Striesen; † 22. März 1957 in Wiesbaden) war ein deutscher Generalleutnant und Stadtkommandant von Dresden im Zweiten Weltkrieg.

## Leben
Mehnert besuchte das Dresdener Gymnasium zum Heiligen Kreuz. Nach dem Abitur diente er in Riesa als Einjährig-Freiwilliger beim 6. Feldartillerie-Regiment Nr. 68 der Sächsischen Armee. Er studierte ab dem Wintersemester 1905/06 Rechtswissenschaft an der Universität Leipzig und wurde im Corps Lusatia Leipzig aktiv. Als Senior repräsentierte er das Corps auf dem 100. Stiftungsfest. Vier seiner acht Mensuren focht er als „Linkser“. Mehrmals zu Wehrübungen beurlaubt und am 12. November 1907 inaktiviert, trat er in die Sächsische Armee ein. Als Leutnant (seit 24. Juli 1906) diente er zunächst in seinem alten Regiment, bis er 1911 zum Telegraphen-Bataillon Nr. 1 nach Berlin abkommandiert wurde. Während des Ersten Weltkriegs kämpfte Mehnert als Oberleutnant 1915 an der Ostfront. 1916 führte er als Hauptmann Funkereinheiten der 5. Kavallerie-Division. Nachdem er im Westen als Kommandeur der Funkertruppe beim Stab der 3. Armee gewesen war, wurde er 1918 zum General des Nachrichtenwesens im Großen Hauptquartier berufen. Für sein Wirken während des Krieges erhielt er beide Klassen des Eisernen Kreuzes, das Ritterkreuz I. Klasse des Albrechts-Ordens mit Schwertern sowie das Österreichische Militärverdienstkreuz III. Klasse mit Kriegsdekoration.
In der Weimarer Republik von der Reichswehr übernommen, kam er als Lehrer an die Infanterieschule in der Dresdner Albertstadt. Als Major wurde er 1932 Kommandeur der 4. (Sächsische) Nachrichten-Abteilung in Dresden. Seit 1933 Oberstleutnant, wurde er 1935 in der Wehrmacht Oberst und Kommandeur der Nachrichtentruppen des IV. Armeekorps.
Acht Monate vor dem Überfall auf Polen zum Generalmajor befördert, wurde er altersbedingt nicht mehr mit der Führung einer aktiven Truppe betraut, sondern bis März 1945 als Stadtkommandant seiner Heimatstadt Dresden eingesetzt. Seit November 1940 charakterisierter Generalleutnant, war er in der Bevölkerung sehr beliebt. Er kümmerte sich auch um die Angehörigen der Leipziger Studentenkompanien im Corps Misnia IV.
Durch die Luftangriffe auf Dresden am 13./14. Februar 1945 verlor Mehnert seine Wohnung und seinen Besitz. Als Stadtkommandant sollte er die Bergung der Toten, die rasche Instandsetzung von Verkehrswegen und den Aufbau von Verteidigungsanlagen am Stadtrand organisieren. Dabei musste er wegen Krankheit, Überlastung und Personalmangel improvisieren. Um Ausfälle und Verzögerungen beim Ausführen seiner Befehle zu rechtfertigen, behauptete er gegenüber anderen Dienststellen und Bekannten wie Max Funfack weit überhöhte Opferzahlen von bis zu 140.000 durch die Luftangriffe Getöteten. Mehnert wurde daraufhin am 18. Februar 1945 von seiner Aufgabe entbunden und dem General Hans Wolfgang Reinhard unterstellt.
Mehnert selbst geriet bei der bedingungslosen Kapitulation der Wehrmacht in sowjetische Kriegsgefangenschaft, aus der er erst im Oktober 1949 nach Dresden entlassen wurde. Seine Frau und er hausten dort unter ärmlichen Bedingungen, bis ihnen die Deutsche Demokratische Republik 1955 die Ausreise in die Bundesrepublik Deutschland gestattete. Sein Sohn war als Leutnant gefallen. Schwer lungenkrank, verlebte er einen kurzen Ruhestand bis zum Tod in Wiesbaden. Die Urne wurde in Dresden beigesetzt.